# جان فلمینگ
جان فلمینگ (انگلیسی: John Fleming; ۲۶ اوت ۱۸۸۱ – ۹ ژانویهٔ ۱۹۶۵) تیرانداز اهل بریتانیا بود.
وی در مسابقات کشوری و بین‌المللی در مجموع برندهٔ ۱ مدال طلا شده‌است.